# Ноусиайнен (община)
Ноусиайнен (фин. Nousiainen, швед. Nousis) — община в провинции Исконная Финляндия, губерния Западная Финляндия, Финляндия. Общая площадь территории — 199,43 км², из которых 0,62 км² — вода.

## Демография
На 31 декабря 2022 года в общине Ноусиайнен проживают 4644 человека: 2394 мужчины и 2250 женщин.
Финский язык является родным для 98,29 % жителей, шведский — для 0,82 %. Прочие языки являются родными для 0,86 % жителей общины.
Возрастной состав населения:
- до 14 лет — 21,34 %
- от 15 до 64 лет — 64,71 %
- от 65 лет — 14,05 %

Изменение численности населения по годам:
| Год  | Численность |
| ---- | ----------- |
| 1980 | 3430        |
| 1990 | 3996        |
| 2000 | 4189        |
| 2010 | 4865        |
| 2020 | 4693        |
| 2022 | 4644        |